# Lijst van kathedralen in de Filipijnen
Dit is een lijst van kathedralen in de Filipijnen. Er zijn 89 kathedralen in het land. Van de zestien aartsbisdommen in het land is het aartsbisdom Manilla het oudste en belangrijkste. De kathedraal van Manilla is de zetel van de metropoliet van de kerkprovincie Manilla, Gaudencio Rosales. Hij is informeel de meeste vooraanstaande aartsbisschop van het land.
| Naam                                                             | Plaats               | Bisdom                                    |
| ---------------------------------------------------------------- | -------------------- | ----------------------------------------- |
| Cathedral of St. Joseph the Patriarch                            | Alaminos             | Bisdom Alaminos                           |
| Cathedral of the Immaculate Conception                           | Antipolo             | Bisdom Antipolo                           |
| San Sebastian Cathedral                                          | Bacolod              | Bisdom Bacolod                            |
| Cathedral of Our Lady of Atonement                               | Baguio               | Bisdom Baguio                             |
| St. Joseph’s Cathedral                                           | Balanga              | Bisdom Balanga                            |
| Cathedral of St. James Major                                     | Bangued              | Bisdom Bangued                            |
| Cathedral of Santo Domingo de Guzman                             | Basco                | Territoriaal Prelatuur Batenes            |
| Cathedral of St. Dominic                                         | Bayombong            | Bisdom Bayombong                          |
| Cathedral of the Immaculate Conception                           | Boac                 | Bisdom Boac                               |
| St. Rita Cathedral                                               | Bontoc               | Apostolisch vicariaat Bontoc – Lagawe     |
| Cathedral of the Nativity of the Blessed Virgin Mary             | Borongan             | Bisdom Borogan                            |
| St. Joseph Cathedral                                             | Butuan               | Bisdom Butuan                             |
| Cathedral of St. Nicolas of Tolentino                            | Cabanatuan           | Bisdom Cabanatuan                         |
| Metropolitan Cathedral of St. John the Evangelist                | Naga                 | Aartsbisdom Caceres                       |
| St. Augustine Metropolitan Cathedral                             | Cagayan de Oro       | Aartsbisdom Cagayan de Oro                |
| Cathedral of Holy Infant                                         | Calapan              | Apostolisch vicariaat Calapan             |
| Cathedral of Sts. Peter and Paul                                 | Calbayog             | Bisdom Calbayog                           |
| Immaculate Conception Cathedral                                  | Roxas                | Aartsbisdom Capiz                         |
| Cathedral of Our Lady of the Annunciation                        | Catarman             | Bisdom Catarman                           |
| Metropolitan Cathedral of the Holy Guardian Angels               | Cebu City            | Aartsbisdom Cebu                          |
| Cathedral of the Immaculate Conception                           | Cotabato City        | Aartsbisdom Cotabato                      |
| Cathedral of the Immaculate Conception                           | Quezon City          | Bisdom Cubao                              |
| Cathedral of St. John the Baptist                                | Daet                 | Bisdom Daet                               |
| Kathedraal van Davao                                             | Davao City           | Aartsbisdom Davao                         |
| Mary, Mother and Mediatrix of Grace Cathedral                    | Digos                | Bisdom Digos                              |
| Cathedral of St. Catherine of Alexandria                         | Dumaguete            | Bisdom Dumaguete                          |
| Cathedral of San Diego de Alcala                                 | Gumaca               | Bisdom Gumaca                             |
| Cathedral of St. Augustine                                       | Iba                  | Bisdom Iba                                |
| Cathedral of St. Ferdinand                                       | Ilagan               | Bisdom Ilagan                             |
| Cathedral of St. Michael the Archangel                           | Iligan City          | Bisdom Iligan                             |
| Cathedral of Our Lady of the Pillar                              | Imus                 | Bisdom Imus                               |
| Cathedral of Infant Jesus of Prague and St. Mark the Evangelist  | Infanta              | Territoriaal prelaat Infanta              |
| Cathedral of St. Joseph the Worker                               | Ipil                 | Territoriaal prelatuur Ipil               |
| Cathedral of St. Elizabeth of Portugal                           | Isabela              | Territoriaal prelatuur Isabela            |
| Metropolitan Cathedral of St. Elizabeth of Hungary               | Jaro                 | Aartsbisdom Jaro                          |
| Cathedral of Our Lady of Mount Carmel                            | Jolo                 | Apostolisch vicariaat Jolo                |
| Cathedral of St. Francis Xavier                                  | Kabankalan           | Bisdom Kabankalan                         |
| Cathedral of St. John the Baptist                                | Kalibo               | Bisdom Kalibo                             |
| Cathedral of San Roque                                           | Caloocan             | Bisdom Kalookan                           |
| Cathedral of Our Lady Mediatrix of all Graces                    | Kidapawan            | Bisdom Kidapawan                          |
| Cathedral of St. William the Hermit                              | Laoag                | Bisdom Laoag                              |
| Cathedral of St. Gregory the Great                               | Legazpi              | Bisdom Legazpi                            |
| Cathedral of St. James the Apostle                               | Libmanan             | Bisdom Libmanan                           |
| St. John Cathedral                                               | Dagupan City         | Aartsbisdom Lingayen – Dagupan            |
| Co-Cathedral of the Three Kings                                  | Lingayen             | Aartsbisdom Lingayen – Dagupan            |
| Old St. John’s Cathedral                                         | Dagupan City         | Aartsbisdom Lingayen – Dagupan            |
| San Sebastian Cathedral                                          | Lipa                 | Aartsbisdom Lipa                          |
| Cathedral of St. Ferdinand                                       | Lucena               | Bisdom Lucena                             |
| Cathedral of Our Lady of the Assumption                          | Maasin               | Bisdom Maasin                             |
| Cathedral of San Isidro Labrador                                 | Malaybalay           | Bisdom Malaybalay                         |
| Immaculate Conception Cathedral Basilica                         | Malolos City         | Bisdom Malolos                            |
| Metropolitan Cathedral Basilica of the Immaculate Conception     | Manilla              | Aartsbisdom Manilla                       |
| Cathedral of Maria Auxiliadora                                   | Marawi City          | Territoriaal Prelatuur Marawi             |
| Christ the King Cathedral                                        | General Santos City  | Bisdom Marbel                             |
| St. Anthony of Padua Cathedral                                   | Masbate City         | Misdom Masbate                            |
| Cathedral of San Nicolas de Tolentino                            | Mati City            | Misdom Mati                               |
| St. Ignatius de Loyola Cathedral                                 | Camp Aguinaldo       | Militair ordinariaat van de Filipijnen    |
| Cathedral of Our Lady of the Most Holy Rosary                    | Naval                | Bisdom Naval                              |
| Cathedral Shrine of the Good Shepherd                            | Quezon City          | Bisdom Novaliches                         |
| Metropolitan Cathedral of the Conversion of St. Paul the Apostle | Vigan City           | Aartsbisdom Nueva Segovia                 |
| Immaculate Conception Cathedral                                  | Ozamis City          | Aartsbisdom Ozamis                        |
| Santo Niño Cathedral                                             | Pagadian City        | Bisdom Pagadian                           |
| Cathedral of the Transfiguration of Our Lord                     | Palo                 | Aartsbisdom Palo                          |
| St. Andrew Cathedral                                             | Parañaque City       | Bisdom Parañaque                          |
| Immaculate Conception Cathedral                                  | Pasig City           | Bisdom Pasig                              |
| Immaculate Conception Cathedral                                  | Puerto Princesa City | Apostolisch vicariaat Puerto Princesa     |
| St. Joseph Cathedral                                             | Romblon              | Bisdom Romblon                            |
| San Carlos Borromeo Cathedral                                    | San Carlos City      | Bisdom San Carlos                         |
| Metropolitan Cathedral of St. Ferdinand                          | San Fernando City    | Aartsbisdom San Fernando                  |
| Cathedral of St. William the Hermit                              | San Fernando City    | Bisdom San Fernando de la Union           |
| Cathedral of St. Joseph                                          | San Jose City        | Bisdom San Jose                           |
| St. Joseph the Worker Cathedral                                  | San Jose             | Bisdom San Jose de Antique                |
| St. Joseph the Worker Cathedral                                  | San Jose             | Apostolisch vicariaat San Jose in Mindoro |
| Cathedral of St. Paul the Hermit                                 | San Pablo City       | Bisdom San Pablo                          |
| Sts. Peter and Paul Cathedral                                    | Sorsogon City        | Bisdom Sorsogon                           |
| Cathedral of San Nicolas de Tolentino                            | Surigao City         | Bisdom Surigao                            |
| St. William’s Cathedral                                          | Tabuk City           | Apostolisch vicariaat Tabuk               |
| St. Joseph the Worker Cathedral                                  | Tagbilaran City      | Bisdom Tagbilaran                         |
| Cathedral of Christ the King                                     | Tagum City           | Bisdom Tagum                              |
| Old Cathedral of Christ the King                                 | Tagum City           | Bisdom Tagum                              |
| Blessed Trinity Cathedral                                        | Talibon              | Bisdom Talibon                            |
| Cathedral of San Nicolas de Tolentino                            | Tandag City          | Bisdom Tandag                             |
| San Sebastian Cathedral                                          | Tarlac City          | Bisdom Tarlac                             |
| Sts. Peter and Paul Cathedral                                    | Tuguegarao City      | Aartsbisdom Tuguegarao                    |
| Cathedral of Our Lady of the Immaculate Conception               | Urdaneta City        | Bisdom Urdaneta                           |
| Cathedral of Our Lady of the Immaculate Conception               | Virac                | Bisdom Virac                              |
| Metropolitan Cathedral of the Immaculate Conception              | Zamboanga City       | Aartsbisdom Zamboanga                     |